# 5953 Шелтон
5953 Ше́лтон (5953 Shelton) — астероїд головного поясу, відкритий 25 квітня 1987 року. Названий на честь Яна Шелтона — канадського астронома.
Тіссеранів параметр щодо Юпітера — 3,446.